# Tomasz Kobierski
Tomasz Jan Kobierski (ur. 1974) – polski menedżer.

## Życiorys
Ukończył studia na Wydziale Zarządzania Akademii Ekonomicznej w Poznaniu oraz studia menedżerskie Advanced Management Program w IESE Business School w Barcelonie.
Od początku swojej kariery zawodowej jest związany z Grupą MTP. W latach 2007–2019 był wiceprezesem Grupy MTP, a od 2020 jej prezesem. Jest także przewodniczącym Rady Nadzorczej Targów Lublin oraz członkiem Zarządu Stowarzyszenia Producentów Maszyn, Urządzeń i Narzędzi do Obróbki Drewna Droma. Od 2020 roku pełni funkcję prezesa zarządu Grupy MTP. Od tego samego roku jest też prezesem Rady Polskiej Izby Przemysłu Targowego.

## Odznaczenia
- Krzyż Kawalerski Orderu Odrodzenia Polski (2022) – za wybitne zasługi w działalności na rzecz rozwoju polskiego sektora targowego, za wkład w rozwój gospodarki[2].